# Борис Громов
Борис Всеволодович Громов е съветски и руски военачалник и политик, генерал-полковник (9 май 1989), Герой на Съветския съюз (3 март 1988), губернатор на Московска област от януари 2000 г.
Командир на 40-а армия, която воюва във Войната в Афганистан, лично ръководи изтеглянето на съветските войски от Афганистан през 1989 г.